# Zbigniew Sander
Zbigniew Sander (ur. 30 marca 1933 w Dziewierzewie, zm. 3 maja 2008) – polski żużlowiec.
Reprezentował kluby z Grudziądza, Leszna, Warszawy i Bydgoszczy. Czterokrotnie zdobył medale drużynowych mistrzostw Polski: złoty (1951 – w barwach klubu Unia Leszno) oraz trzy brązowe (1948 – w barwach klubu Olimpia Grudziądz, 1956 i 1957 – w barwach klubu Gwardia Bydgoszcz).